# Мак Сеннет
Мак Сеннет (англ. Mack Sennett; 17 января 1880 — 5 ноября 1960) — американский актёр, кинорежиссёр, сценарист, продюсер.

## Биография
Мак Сеннет (Майкл Зиннот, ирландец по происхождению) родился в семье кузнеца. Никакого специального образования не получил. Перепробовав много профессий, он стал актёром оперетты на хара́ктерные роли, а затем в 1907—1908 годах случайно попал в кино. Познакомившись с Гриффитом в 1909 году, он под его руководством сначала снимался, а затем начал режиссёрскую практику. Природный юмор, немного тяжеловесный и грубоватый, помог ему поставить в «Байографе» несколько неплохих комедий.
Учитывая непритязательность вкусов широких кругов американских зрителей, Мак Сеннет опирался в своих фильмах на практику мюзик-холла и бурлеска. Используя опыт европейских мастеров комедийного жанра и цирковую клоунаду, он создал своеобразный гибрид, который и получил название так называемых «кистоунских комедий».
Среди американских режиссёров, имена которых прочно вошли в историю кино, Мак Сеннет занимает несколько обособленное место. Это объясняется главным образом тем, что он всегда работал только в одном жанре — эксцентрической комедии.

## Избранная фильмография

### Актёр
- 1908 — Старый ростовщик Исаак / Old Isaacs, the Pawnbroker — доброволец
- 1908 — Отец входит в игру / Father Gets in the Game — Билл Уилкинс
- 1908 — Много лет спустя / After Many Years — матрос, член спасательной бригады
- 1909 — Мистер Джонс играет в карты / Mr. Jones Has a Card Party — гость
- 1909 — Спекуляция пшеницей / A Corner in Wheat — человек на полу
- 1909 — Авантюра леди Хелен / Lady Helen’s Escapade — гость к обеду
- 1909 — Его потерянная любовь / His Lost Love — гость на свадьбе
- 1912 — Коэн на Кони-Айленд / At Coney Island — парень
- 1914 — Мейбл за рулём / Mabel at the Wheel — репортёр
- 1914 — Деловой день / A Busy Day — режиссёр киносъёмки
- 1914 — Роковой молоток / The Fatal Mallet — соперник поклонника
- 1914 — Нокаут / The Knockout — игрок
- 1914 — Деловой день Мэйбл / Mabel's Busy Day — покупатель
- 1914 — Реквизитор / The Property Man — зритель
- 1955 — Эбботт и Костелло встречают полицейских из Кистоуна / Abbott and Costello Meet the Keystone Kops — в роли самого себя

### Режиссёр
- 1913 — His Chum the Baron
- 1913 — Барни Олдфилд мчится, спасая жизнь / Barney Oldfield's Race for a Life
- 1913 — Шум из глубины / A Noise from the Deep
- 1914 — Необыкновенно затруднительное положение Мэйбл / Mabel's Strange Predicament
- 1914 — Танго-путаница / Tango Tangles
- 1914 — Жестокая, жестокая любовь / Cruel, Cruel Love
- 1914 — Мейбл за рулём / Mabel at the Wheel
- 1914 — Роковой молоток / The Fatal Mallet
- 1921 — A Small Town Idol
- 1921 — Home Talent
- 1928 — Прощальный поцелуй / The Good-Bye Kiss
- 1930 — Медовый месяц Зеппелин / Honeymoon Zeppelin

## Признание и награды
За большой вклад в киноиндустрию Сеннет получил звезду на аллее славы в Голливуде.
В марте 1938 года, на 10-й церемонии награждения Американской киноакадемии, ему был вручен почётный «Оскар». До этого, в 1932 году, два фильма Сеннета номинировались на премию в категории «Короткометражный фильм»: «Крикливый рот» за лучший комедийный фильм и «Схватка с рыбой-меч» за лучший новаторский фильм. «Схватка с рыбой-меч» в своей подкатегории была признана лучшей.